# Ozalj
Ozalj (Hongaars: Ozaly; Duits: Wosail of Woseil) is een stad in de Kroatische provincie Karlovac.
Ozalj telt 7932 inwoners. De oppervlakte bedraagt 179,4 km², de bevolkingsdichtheid is 44,2 inwoners per km².

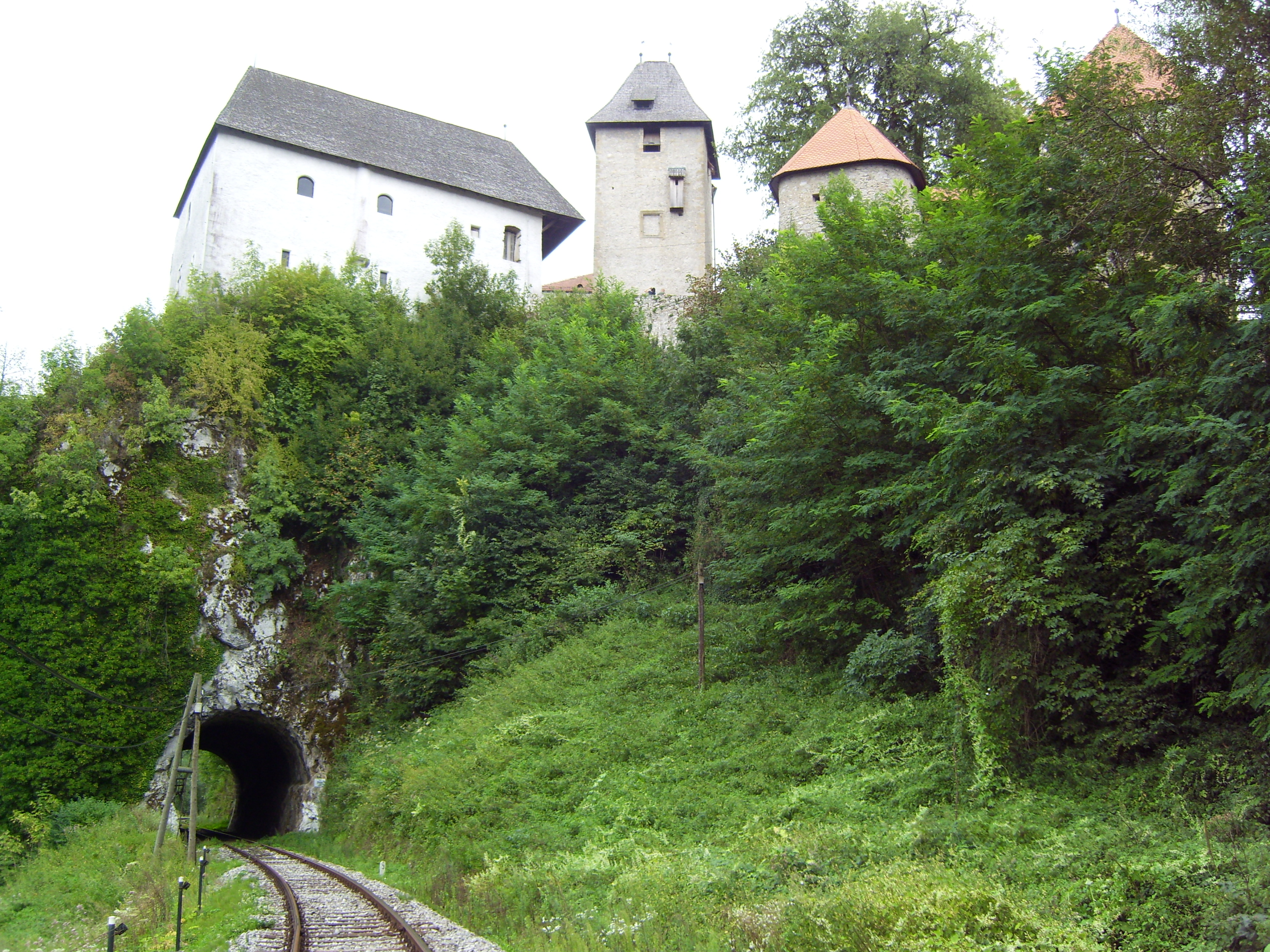
Burcht met spoortunnel
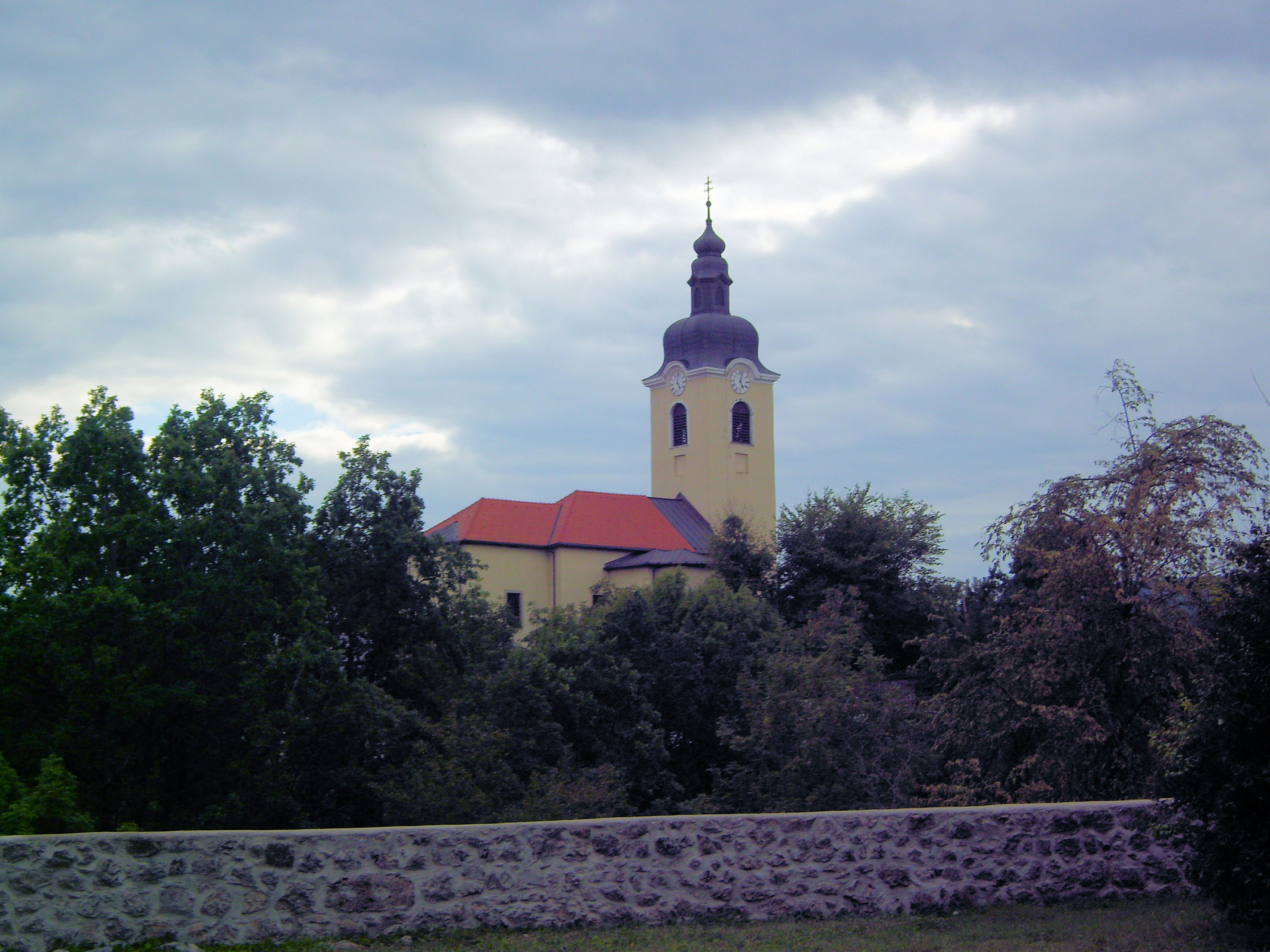
Kerk
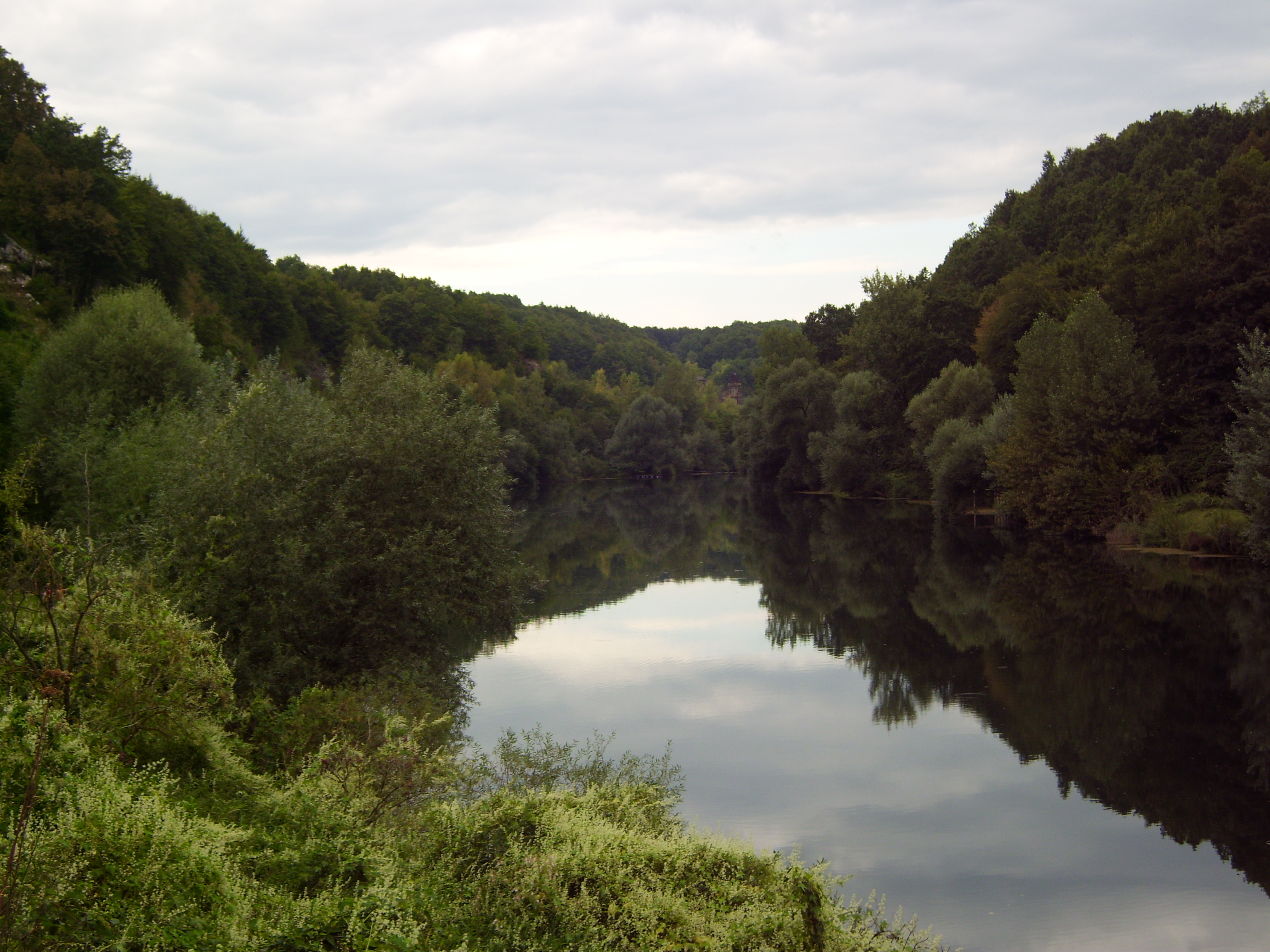
Rivier Kupa
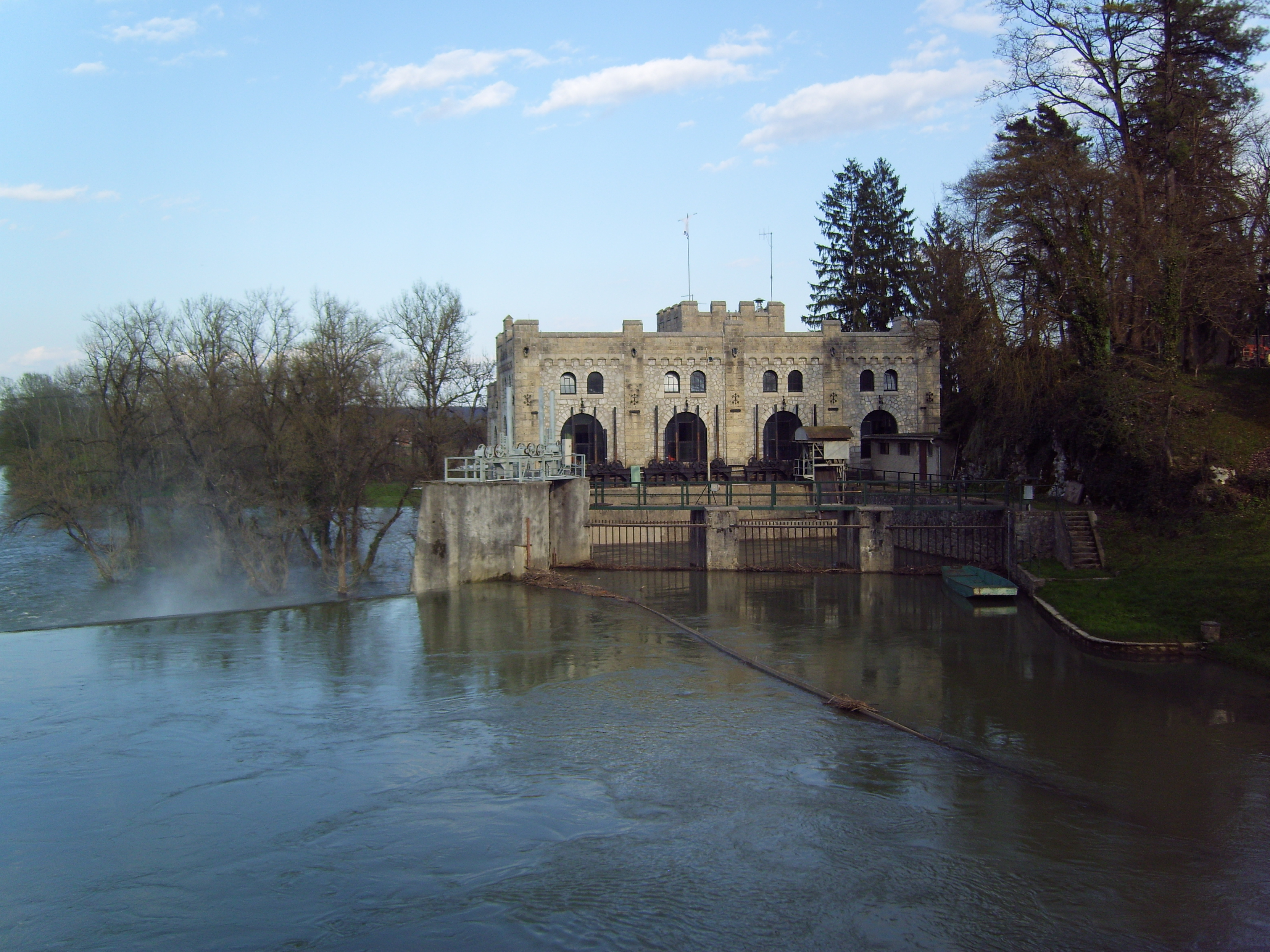
Waterkrachtcentrale Munjara